# Phú Cần, Tiểu Cần
Phú Cần là một xã cũ thuộc huyện Tiểu Cần, tỉnh Trà Vinh, Việt Nam.

## Địa lý
Xã Phú Cần nằm ở trung tâm huyện Tiểu Cần, có vị trí địa lý:
- Phía đông giáp thị trấn Tiểu Cần và xã Tập Ngãi
- Phía tây giáp huyện Cầu Kè
- Phía nam giáp xã Long Thới và xã Tân Hòa
- Phía bắc giáp xã Hiếu Trung và xã Hiếu Tử.

Xã Phú Cần có diện tích 23,63 km², dân số năm 2022 là 11.560 người, mật độ dân số đạt 489 người/km².

## Hành chính
Xã Phú Cần được chia thành 8 ấp: Bà Ép, Cầu Tre, Cây Hẹ, Đại Mong, Đại Trường, Ô Ét, Sóc Tre, Xóm Vó.

## Lịch sử
Ngày 11 tháng 3 năm 1977, Hội đồng Chính phủ ban hành Quyết định số 59-CP về việc sáp nhập xã Tiểu Cần thuộc huyện Tiểu Cần mới giải thể vào huyện Cầu Kè.
Ngày 29 tháng 9 năm 1981, Hội đồng Bộ trưởng ban hành Quyết định số 98-HĐBT về việc sáp xã Tiểu Cần thuộc huyện Cầu Kè vào huyện Tiểu Cần mới thành lập quản lý.
Ngày 29 tháng 8 năm 1994, Chính phủ ban hành Nghị định số 99-CP về việc:
- Thành lập thị trấn Tiểu Cần trên cơ sở điều chỉnh một phần diện tích và dân số của xã Tiểu Cần.
- Đổi tên phần còn lại xã Tiểu Cần thành xã Phú Cần.

Ngày 2 tháng 10 năm 2020, Bộ Xây dựng ban hành Quyết định số 1298/QĐ-BXD về việc công nhận thị trấn Tiểu Cần mở rộng (gồm thị trấn Tiểu Cần và một phần các xã Hiếu Tử, Phú Cần, Tân Hòa, Tân Hùng) là đô thị loại IV.

## Văn hóa
Trên địa bàn Phú Cần gồm cộng đồng ba dân tộc Kinh, Khmer và Hoa với các sắc thái văn hóa dân tộc đặc trưng và tín ngưỡng tôn giáo khác nhau: Công giáo, Phật giáo với các cơ sở tín ngưỡng, thờ tự như: Thánh đường Tiểu Cần, Chùa Đại Mong, Đại Trường, Đình thần Đại Mong.